# Warren W. Smith
Warren W. Smith jr is een Amerikaans tibetoloog en radiomaker.
Smith woonde van 1970 tot 1981 in Nepal en was in 1982 een van de eerste Westerlingen die werden toegelaten in de Tibetaanse Autonome Regio. In 1994 ontving hij een Ph.D. in internationale relaties van de The Fletcher School of Law and Diplomacy in Medford, Massachusetts op een proefschrift over Tibetaans nationalisme.
In Tibetan Nation uit 1996 publiceerde hij zijn onderzoek naar de 1,2 miljoen doden die zouden zijn gevallen na de invasie van Tibet door het Chinese Volksbevrijdingsleger, het aantal dat door de Tibetaanse regering in ballingschap werd gepubliceerd in Tibet:Proving Truth From Facts uit 1993. Hij kwam tot de conclusie dat hier een groot aantal dubbeltellingen waren gemaakt en maakte een voorzichtige schatting dat dit aantal rond 300.000 tot 400.000 zou moeten zijn geweest. Patrick French onderzocht tot 2003 de archieven van de ballingschapsregering en kwam tot een vergelijkbare conclusie.
In 1997 was hij co-auteur voor het rapport van het Internationale Commissie van Juristen, Tibet: Human Rights and the Rule of Law. Hetzelfde jaar begon hij met onderzoek voor de Tibetaanse uitzendingen van Radio Free Asia. Hier schreef hij meer dan 700 korte programma's over alle aspecten van de Tibetaanse geschiedenis, politiek, Sino-Tibetaanse relaties, Sino-Amerikaanse relaties en Chinese politiek.

## Kritiek
In het boek History as Propaganda van John Powers uit 2004 wordt Smith beschreven als een propagandist voor de Tibetaanse zaak. Hij zou zich overwegend kritisch uiten over communistisch China en een niet-kritische houding aannemen tegenover Tibet en de status van Tibet.